# Acciona Rail Services
Acciona Rail Services es una empresa ferroviaria española dedicada al transporte de mercancías, siendo de hecho la primera operadora privada que, al liberalizarse el mercado ferroviario, rompió el monopolio de Renfe. La compañía, con sede central en Coslada, es una filial de Acciona.

## Historia
La empresa Accional Rail Services obtuvo la Licencia de Empresa Ferroviaria para el transporte de mercancías el 16 de marzo de 2006 y, el 29 de enero de 2007, se convirtió en la primera operadora de ferrocarril en romper el monopolio de Renfe en el transporte de mercancías al cubrir un servicio desde la estación de Aboño (Puerto de Gijón) con destino al apartadero de la central térmica de La Robla con dos locomotoras y 15 vagones tolva. En 2020, dentro de un plan de desinversiones emprendido por la matriz del grupo, Acciona Rail Services dejó de operar y vendió sus locomotoras a la sociedad Low Cost Rail.

## Material rodante
Contaba con dos locomotoras del modelo Prima DE 32 C de tracción diésel de la serie 333 de Renfe, fabricadas por Vossloh bajo licencia de Alstom, similares a las adquiridas por Renfe Operadora y Continental Rail, numeradas como 333.382 y 333.383. Transportaba la mercancía en 32 vagones de tipo tolva. Estas locomotoras fueron vendidas a la empresa Low Cost Rail (LCR).

## Actividad y rutas
Acciona Rail Services solo se dedicó al transporte de carbón, con la línea entre el puerto de Gijón y la central térmica de La Robla, en la provincia de León, perteneciente a Gas Natural Fenosa.